# Tiro nos Jogos da Commonwealth de 2018
O tiro nos Jogos da Commonwealth de 2018 foi realizado no Centro de Tiro de Belmont em Brisbane, na Austrália, entre 8 e 14 de abril. Um total de 19 eventos foram disputados, sendo nove no masculino, oito no feminino e dois eventos especiais denominados "Prêmio da Rainha", aberto para ambos os gêneros.

## Medalhistas
Masculino
| Evento                          | Ouro                            | Prata                            | Bronze                              |
| Pistola de ar 10 m detalhes     | Jitu Rai IND Índia              | Kerry Bell AUS Austrália         | Om Prakash Mitharwal IND Índia      |
| Carabina de ar 10 m detalhes    | Dane Sampson AUS Austrália      | Abdullah Hel Baki BAN Bangladesh | Ravi Kumar IND Índia                |
| Tiro rápido 25 m detalhes       | Anish Bhanwala IND Índia        | Sergei Evglevski AUS Austrália   | Sam Gowin ENG Inglaterra            |
| Pistola livre 50 m detalhes     | Daniel Repacholi AUS Austrália  | Shakil Ahmed BAN Bangladesh      | Om Prakash Mitharwal IND Índia      |
| Carabina deitado 50 m detalhes  | David Phelps WAL País de Gales  | Neil Stirton SCO Escócia         | Kenneth Parr ENG Inglaterra         |
| Carabina três posições detalhes | Sanjeev Rajput IND Índia        | Grzegorz Sych CAN Canadá         | Dean Bale ENG Inglaterra            |
| Skeet detalhes                  | Georgios Achilleos CYP Chipre   | Ben Llewellin WAL País de Gales  | Gareth McAuley NIR Irlanda do Norte |
| Fossa olímpica detalhes         | Michael Wixey WAL País de Gales | Aaron Heading ENG Inglaterra     | Brian Galea MLT Malta               |
| Fossa olímpica dublê detalhes   | David McMath SCO Escócia        | Tim Kneale IOM Ilha de Man       | Ankur Mittal IND Índia              |

Feminino
| Evento                          | Ouro                           | Prata                            | Bronze                           |
| Pistola de ar 10 m detalhes     | Manu Bhaker IND Índia          | Heena Sidhu IND Índia            | Elena Galiabovitch AUS Austrália |
| Carabina de ar 10 m detalhes    | Martina Veloso SGP Singapura   | Mehuli Ghosh IND Índia           | Apurvi Chandela IND Índia        |
| Pistola livre 25 m detalhes     | Heena Sidhu IND Índia          | Elena Galiabovitch AUS Austrália | Alia Sazana Azahari MAS Malásia  |
| Carabina deitado 50 m detalhes  | Martina Veloso SGP Singapura   | Tejaswini Sawant IND Índia       | Seonaid McIntosh SCO Escócia     |
| Carabina três posições detalhes | Tejaswini Sawant IND Índia     | Anjum Moudgil IND Índia          | Seonaid McIntosh SCO Escócia     |
| Skeet detalhes                  | Andri Eleftheriou CYP Chipre   | Amber Hill ENG Inglaterra        | Panagiota Andreou CYP Chipre     |
| Fossa olímpica detalhes         | Laetisha Scanlan AUS Austrália | Kirsty Barr NIR Irlanda do Norte | Sarah Wixey WAL País de Gales    |
| Fossa olímpica dublê detalhes   | Shreyasi Singh IND Índia       | Emma Cox AUS Austrália           | Linda Pearson SCO Escócia        |

Prêmio da Rainha
| Evento              | Ouro                                     | Prata                                        | Bronze                                |
| Individual detalhes | David Luckman ENG Inglaterra             | Jim Bailey AUS Austrália                     | Parag Patel ENG Inglaterra            |
| Duplas detalhes     | David Luckman Parag Patel ENG Inglaterra | Chris Watson Gareth Morris WAL País de Gales | Alexander Walker Ian Shaw SCO Escócia |

## Quadro de medalhas
| Ordem | País             | Medalha de ouro | Medalha de prata | Medalha de bronze | Total |
| ----- | ---------------- | --------------- | ---------------- | ----------------- | ----- |
| 1     | Índia            | 7               | 4                | 5                 | 16    |
| 2     | Austrália        | 3               | 5                | 1                 | 9     |
| 3     | Inglaterra       | 2               | 2                | 4                 | 8     |
| 4     | País de Gales    | 2               | 2                | 1                 | 5     |
| 5     | Chipre           | 2               |                  | 1                 | 3     |
| 6     | Singapura        | 2               |                  |                   | 2     |
| 7     | Escócia          | 1               | 1                | 4                 | 6     |
| 8     | Bangladesh       |                 | 2                |                   | 2     |
| 9     | Irlanda do Norte |                 | 1                | 1                 | 2     |
| 10    | Canadá           |                 | 1                |                   | 1     |
|       | Ilha de Man      |                 | 1                |                   | 1     |
| 12    | Malásia          |                 |                  | 1                 | 1     |
|       | Malta            |                 |                  | 1                 | 1     |
| TOTAL | TOTAL            | 19              | 19               | 19                | 57    |